# Chirotherium
A Chirotherium a hüllők közé tartozó egyik nem, amelyet nyomfosszíliából, kizárólag a lábnyomai alapján írtak le. Emiatt rendszerezése ichnotaxonokban, ichnoclassis, ichnofamilia és ichnogenus alapján történik. Az állat nagy valószínűséggel a hüllők osztályába tartozik, ichnoclassisa mégis a Repitilipedia, azaz olyan állat, amelynek hüllőszerű lábnyomai vannak. A család az eddig ismert egyetlen típus nevét kapta. Ha nem nyomtaxonokba sorolják, akkor a Pseudosuchia nevű, a klasszikus rendszertanba be nem sorolt klád az elfogadott. Legközelebbi rokona a Ticinosuchus vagy a Lagosuchus lehet.
Az állat lábnyomait először 1834-ben találták meg Németországban, triász korú homokkőben. A nyomok szerint az állat ötujjú, ujjrendje pedig az emberhez hasonló. Az I–IV ujjak előre állnak, az V pedig oldalra. Ez Johann Jakob Kaup természetbúvárt az emberi tenyér lenyomatára emlékeztette, ezért adta 1835-ben a leletnek a „kezes állat” nevet a görög χέρι (khéri = kéz) és θεριον (therion = vadállat) összetételét. A theriont általában emlős állatoknak szokták adni, ez is arra utal, hogy először erszényes emlősnek gondolták. Maga Kaup még 1835-ben korrigálta az elnevezést Chirosaurus formára, ami arra mutat, hogy a lelet hüllőtől származását felismerte, miközben Christian August Voigt osztrák anatómus egyenesen korai főemlősnek gondolta, az általa adott név Palaeopithecus, azaz „ősi majom” volt. A nevezéktani elsőség azonban azt eredményezte, hogy a Chirotherium maradt a hivatalos. 1836-ban Friedrich Carl Ludwig Sickler ismét emlősként, Cheirotheriumnak nevezte el.
1838-ban az angliai Cheshire-ben is találtak ilyen nyomokat. Ezeket Richard Owen 1842-ben megvizsgálta, és magabiztosan kétéltűnek határozta meg a nyomok gazdáját. Owen tekintélye ezután sokáig akadályozta a helyes besorolást. A Pallas nagy lexikona még az 1890-es években is kétéltűként sorolta be. Az 1920-as években Nopcsa Ferenc járt legközelebb a megoldáshoz, aki a krokodilok közé tartozónak gondolta.
A korai leletek óta a világ számos tájáról előkerültek hasonló lábnyomok triász korú üledékekből, ami arra utal, hogy a Chirotheriidae ichnofamilia kozmopolita volt a Pangeán. A csoport a meleg, száraz helyeket szerette, de korántsem volt sivatagi, ahogy azt a 19. században képzelték a homokkövek alapján. Egyes vidékeken olyan gyakoriak a lábnyomok, hogy a 19. században Chirothetrium-homokkő néven említették ezt a formációt. Ennek ellenére a lábnyomok gazdáitól származó valódi fosszíliát eddig nem sikerült azonosítani. Négylábú, krokodilszerű élőlények, akiknek mellső végtagjai rövidebbek és gyengébbek voltak a hátsóknál. Az ötujjúság olyan bazális forma, amely a krokodilféléknél a mai napig fennmaradt, de a hüllők között a mezozoikumban nem volt jellemző, a Theropodák minden csoportjában redukálódott.